# Макичерн, Ангус Бернард
Ангус Бернард Макичерн (англ. Angus Bernard MacEachern; 8 февраля 1759 года, Kinlochmoidart, Шотландия — 22 апреля 1835 года, Canavoy, Остров Принца Эдуарда) — первый епископ Шарлоттауна с 11 августа 1829 года по 22 апреля 1835 года.

## Биография
Родился в 1759 году в селении Kinlochmoidart, Шотландия. Его родители были последователями подпольной Католической церкви. В 1772 году его родители эмигрировали на Остров Принца Эдуарда. Тринадцатилетний Бернард остался в Шотландии, чтобы обучаться в подпольной католической семинарии в селении Buorblach около Морара. В последующем продолжил учиться в Королевском шотландском колледже в Испании в связи с тем, что получение священнического образования в Англии было запрещено Карательными законами под страхом смертной казни до эмансипации католиков в 1829 году.
16 февраля 1787 года рукоположён в священники. В 1790 году прибыл на Остров Принца Эдуарда для воссоединения со своей семьёй. Служил в различных католических приходах на острове и побережье Квебека. В 1791 году призвал католиков-гэлов, проживавших в Пикту и подвергавшихся преследованиям со стороны местных пресвитерианцев, покинуть эту местность и поселиться среди единоверцев в графстве Антигониш и на островах Кейп-Бретон и Принца Эдуарда. С 1816 года служил в Шарлоттауне, где построил католический храм во имя святого Дунстана. Сегодня на этом месте стоит одноимённый собор.
12 января 1819 года римский папа Пий VII назначил его вспомогательным епископом Квебека и титулярным епископом Розуса. 17 июня 1821 года состоялось его рукоположение в епископы, которое совершил архиепископ Квебека Жозе-Октав Плесси в сослужении с титулярным епископом Резайны Александром Макдонеллом (будущий епископ Кингстона) и титулярным епископом Сальды Бернар-Клодом Пане (будущий архиепископ Квебека).
11 августа 1829 года римский папа Пий VIII издал бреве «Inter multiplices», которым учредил епархию Шарлоттауна, выделив её из архиепархии Квебека и назначил его первым епископом этой епархии. Территория этой епархии распространялась на Нью-Брансуик, острова Мадлен и Принца Эдуарда.
В ноябре 1831 года основал Колледж Святого Андрея, ставший первым учебным учреждением в Атлантической Канаде, готовившим католических священнослужителей.
Умер 22 апреля 1835 года в селении Canavoy. Похоронен в Шарлоттауне. Его мощи хранятся в крипте часовне, которая построена на месте несуществующего Колледжа Святого Андрея.